# Björn Montin
Björn Börje Montin, född 29 september 1941 i Oscars församling, Stockholm, död 8 juli 2024, var en svensk barnskådespelare. Montin filmdebuterade 1947 i och medverkade i sammanlagt nio filmer 1947–1955.

## Filmografi
- 1947 – Stackars lilla Sven
- 1947 – Konsten att älska
- 1947 – Kvinna utan ansikte
- 1949 – Bara en mor
- 1950 – Till glädje
- 1952 – Möte med livet
- 1952 – Trots
- 1952 – Kärlek
- 1955 – Friarannonsen

## Teater

### Roller
| År   | Roll                                     | Produktion                       | Regi        | Teater   |
| 1951 | Tjänstegossen Hierofylax Rudman som barn | Amorina Carl Jonas Love Almqvist | Alf Sjöberg | Dramaten |